# Albert Soleilland
Pour les articles homonymes, voir Soleilland.
Albert Soleilland, né le 3 janvier 1881 à Nevers et mort en mai 1920 à l'île Royale, est un ébéniste français reconnu coupable du viol et du meurtre d'une fillette de onze ans, Marthe Erbelding, le 31 janvier 1907. L'affaire, qui donne lieu à un véritable feuilleton journalistique occupant les unes au début du mois de février 1907, suscite un vif émoi populaire.
Condamné à mort le 23 juillet 1907 par la cour d'assises de la Seine, Soleilland est gracié par le président de la République Armand Fallières, abolitionniste. La peine de mort étant automatiquement commuée en travaux forcés à perpétuité en cas de grâce, il est envoyé au bagne à l'île Royale, où il termine sa vie.

## Le contexte
Alors que les dernières exactions de la bande Pollet et des Apaches occupent largement la une des journaux et attisent la « crise sécuritaire », cette affaire va déchaîner la presse, à commencer par Le Petit Parisien – autoproclamé « Le Plus fort Tirage des Journaux du Monde entier » – et « a pour conséquence de repousser de trois quarts de siècle l'abolition de la peine de mort », alors débattue au Parlement, et portée entre autres par Jean Jaurès et Aristide Briand.

## L'affaire Soleilland

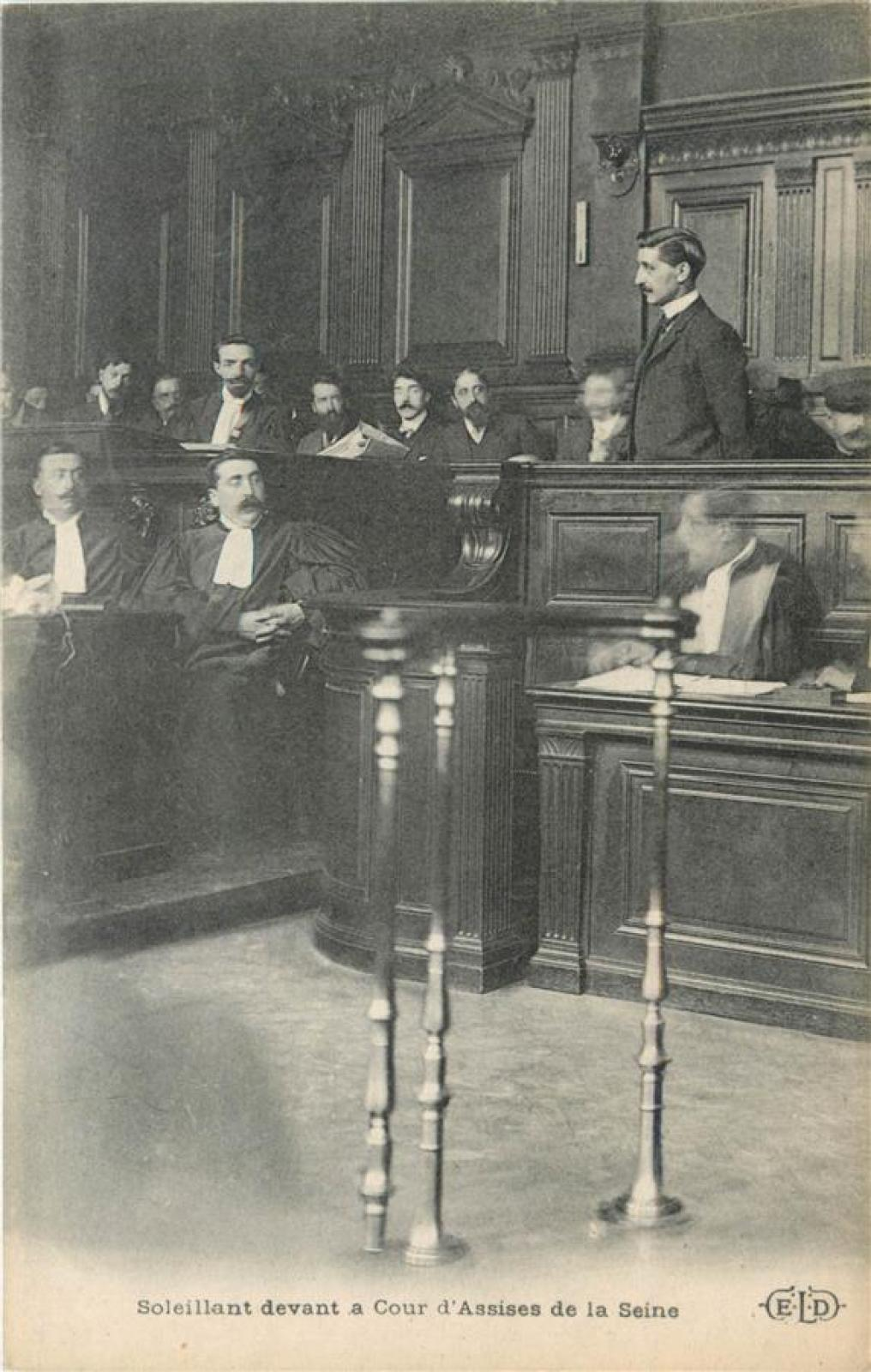
Albert Soleilland devant la cour d'assises de la Seine.

Le 31 janvier 1907, à Paris, Albert Soleilland, ouvrier dans un petit atelier fabriquant des sièges de voitures, ami du couple Erbelding, vient chercher leur enfant Marthe en fin de matinée. Sa femme, Julienne, doit emmener la fillette voir un spectacle de café-concert à Ba-Ta-Clan, pour lequel elle a obtenu deux billets de faveur. Le patron de Julienne exige d'elle qu'elle retourne à son atelier de couture pour terminer un travail urgent, si bien que c'est Albert Soleilland qui emmène lui-même l'enfant au spectacle vers 14 h 30. Il revient à 17 heures, seul, chez les parents Erbelding et leur raconte que leur fille est sortie à l'entracte pour aller aux toilettes, et qu'elle n'est pas revenue. Ne l'ayant pas retrouvée, il pensait qu'elle était rentrée toute seule,.
Après des recherches avec les parents, la disparition de la fillette est signalée au commissariat vers 22 heures. Albert Soleilland est rapidement soupçonné, bien que les Erbelding lui témoignent toute leur confiance. Les déclarations de l'homme comportent en effet de nombreuses invraisemblances. Ainsi, aucun employé de Ba-Ta-Clan ne se souvient d'Albert et Marthe et, alors que Soleilland déclare que l'artiste du café-concert chantait des chansons grivoises, il apparaît que, ce jour-là, cette chanteuse, malade, était absente. Le passé de Soleilland ne plaide pas non plus en sa faveur : auparavant, en 1902, il a été condamné pour abus de confiance, a par la suite fait prostituer sa femme, et a tenté de violer sa belle-sœur en 1906 en la menaçant d'un poignard[réf. souhaitée].
Plusieurs témoins confondent Soleilland sur son emploi du temps qui ne concorde pas, si bien qu'au bout de plusieurs confrontations, le 8 février, il finit par avouer son crime. Il déclare que Marthe refusait d'aller au concert sans Julienne puis il avoue avoir, chez lui, au n° 133 de la rue de Charonne, étranglé l'enfant et avoir ensuite transporté son corps à la consigne de la gare de l'Est. C'est là que le corps est retrouvé, empaqueté dans des toiles d'emballage. L'autopsie révèle qu'en fait, elle a été violée, étranglée, puis poignardée au cœur.
L'émotion populaire, abondamment alimentée par la presse, s'exprime notamment, comme il est fréquent à l'époque, dans une « Complainte de la petite Marthe », chantée – et vendue – aux coins des rues parisiennes. Lors des funérailles de la petite victime, qui ont lieu le 14 février au cimetière de Pantin, une foule, de cinquante à cent mille personnes selon les journaux, accompagne le cercueil, et six chars sont nécessaires pour porter les bouquets et couronnes de fleurs offerts par des anonymes.

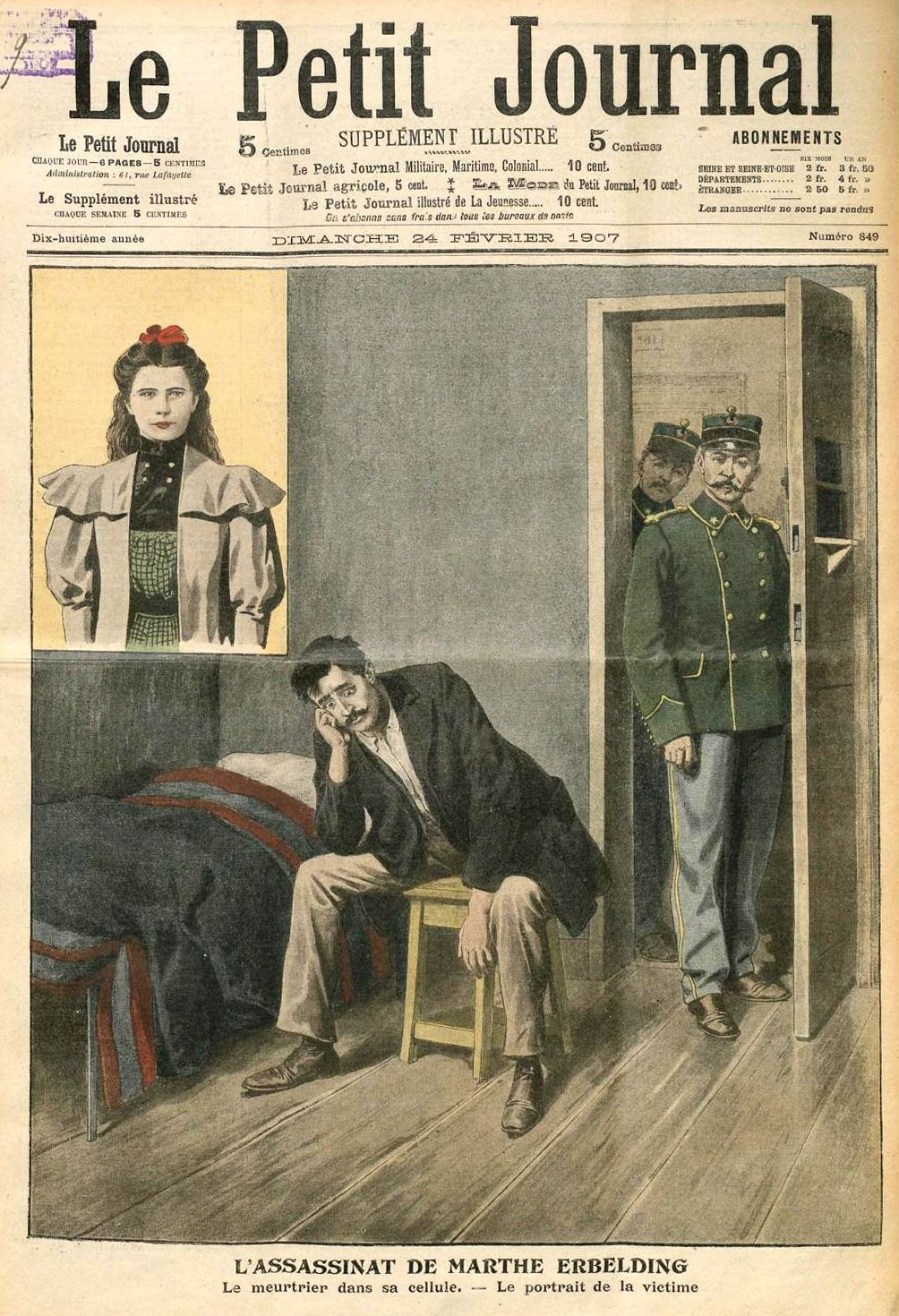
« L'assassinat de Marthe Erbelding. Le meurtrier dans sa cellule. - Le portrait de la victime ». Une du Supplément illustré du Petit Journal, du 24 février 1907.
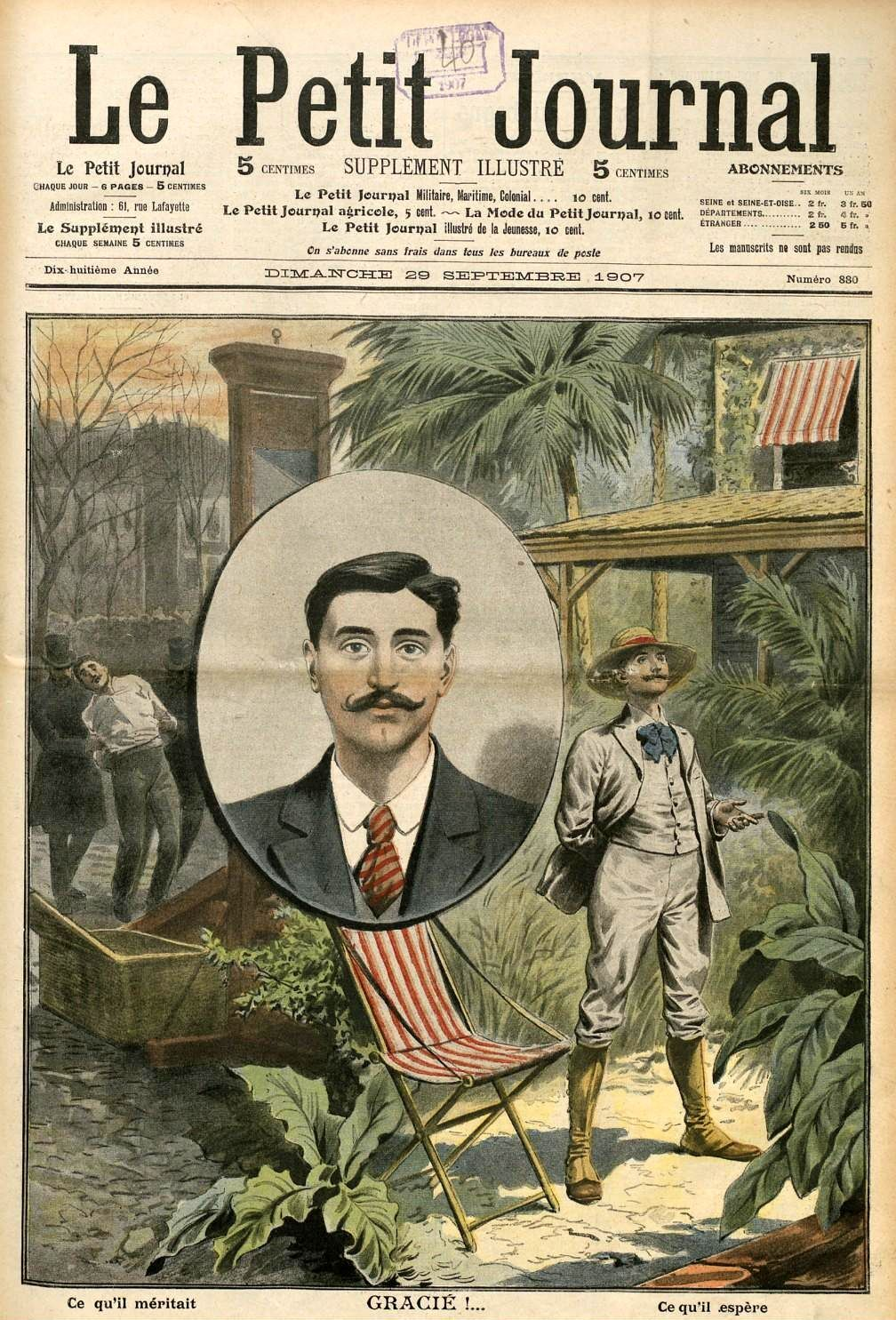
« Gracié !… Ce qu'il méritait Ce qu'il espère ». Une du Supplément illustré du Petit Journal, 29 septembre 1907[11].
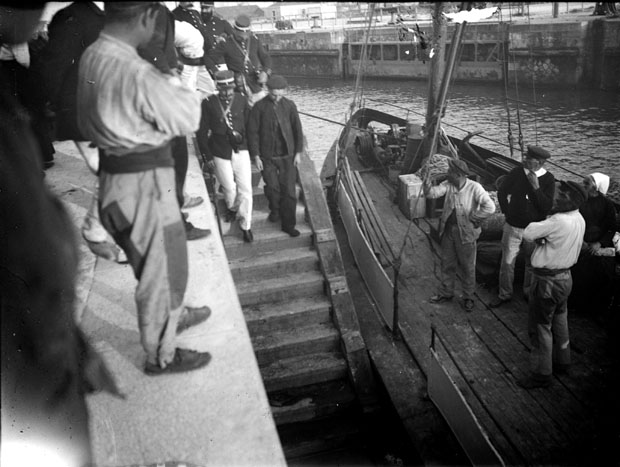
Albert Soleilland montant sur le bateau de l'île de Ré, 24 septembre 1907.

## La grâce

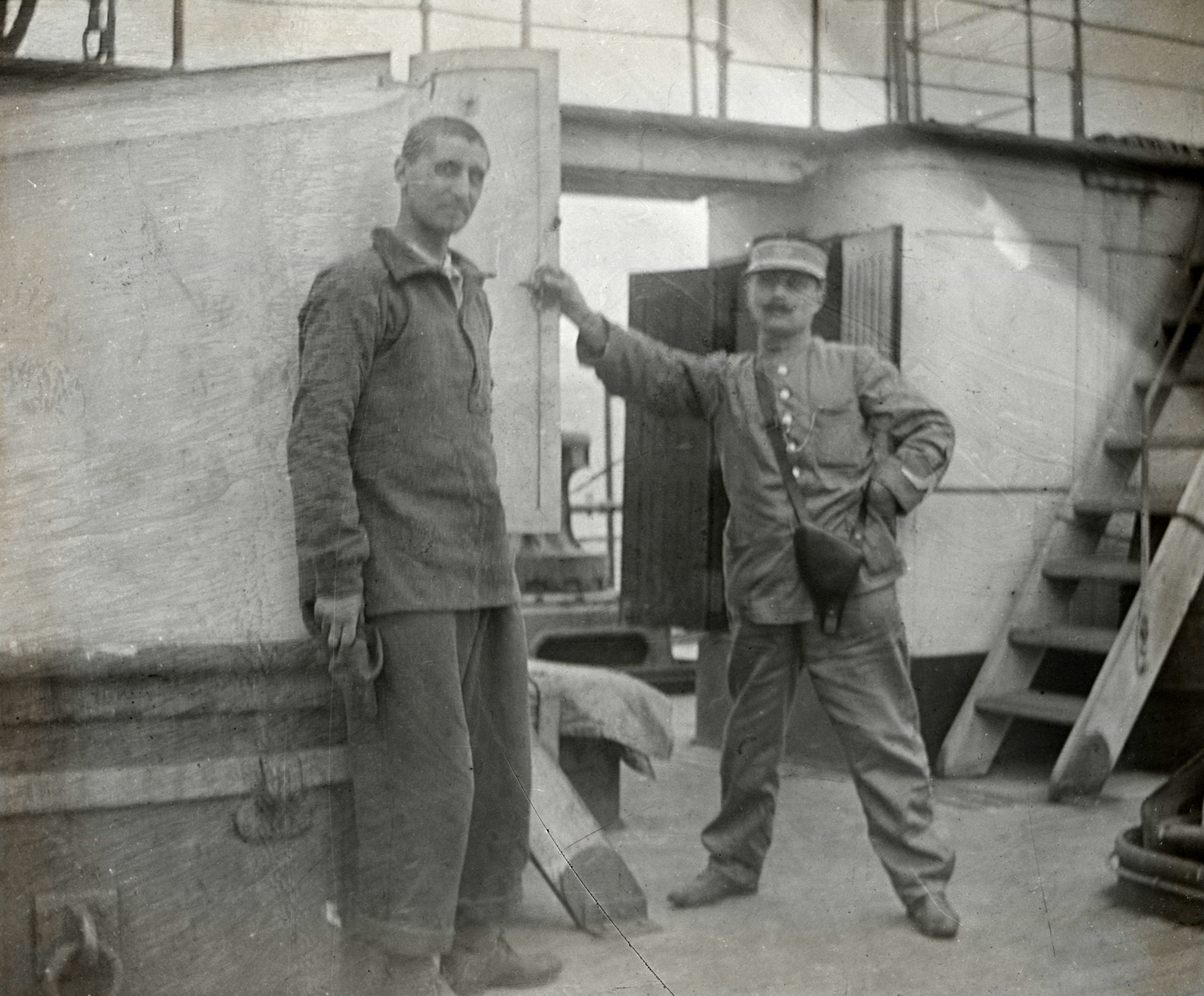
Albert Soleilland au bagne.

Après une délibération de 20 minutes, Albert Soleilland est condamné à mort le 23 juillet 1907 par la cour d'assises de la Seine. Madame Soleilland applaudit comme la foule à la condamnation à mort de son mari. Cependant, il est gracié le 13 septembre par le président de la République Armand Fallières, ce qui déchaîne la presse et, partant, la colère populaire. Le Petit Parisien organise un sondage auprès de ses lecteurs en novembre 1907. Il recueille près de 1 500 000 réponses, favorables à 74 % au maintien de la peine de mort. La peine étant automatiquement commuée en travaux forcés à perpétuité, Soleilland embarque pour le bagne le 24 septembre 1907. Il sera interné à l'île Royale, où l'horreur de son crime le privera de tout contact social. Il y sera néanmoins agressé plusieurs fois par ses co-détenus, dont un qu'il avait tenté de séduire. Devenu infirme, vieilli prématurément, et guetté par la folie, il meurt de la tuberculose qu'il avait contractée à l'hôpital des îles du Salut en mai 1920 après 12 ans de bagne.
La grâce systématique accordée par le président Fallières aux condamnés à mort fait l'objet de vives critiques à la Chambre des députés, qui estime que son usage systématique fausse la loi et que le président affiche ainsi une volonté politique contraire à son statut d'irresponsabilité. Après l'échec du projet de loi pour l'abolition de la peine de mort en 1908, Fallières doit céder et les exécutions reprennent en 1909.

## L'affaire Soleilland dans la culture
- Les Crieurs du crime, bande dessinée de Sylvain Venayre et Hugues Micol, septembre 2024, Delcourt, 144 pages.
- La Disparue du Boulevard Voltaire, roman historique de Pierre-Étienne Musson, août 2025, Éditions Hachette BlackLab, 270 pages.